# Петрон (доместік схол)
Петрон або Петрона (д/н — 1 листопада 865) — державний та військовий діяч Візантійської імперії.

## Життєпис
Можливо, походив зі знатного вірменського роду Маміконянів, або якоїсь його гілки. Другий син Марина, друнгарія, та Феоктісти. Своїй кар'єрі завдячує шлюбу сестри Феодори з імператором Феофілом. Під час володарювання останнього обіймав посаду друнгарія вігли (очільника однією з частин імператорської гвардії) з титулом патрикія. У 842 році під час хвороби Феофіла Петрон разом з сестрою-імператрицею, побоюючись можливих амбіцій військовика Феофоба, що як родич мав права на трон вмовили помираючого імператора надати наказ про страту Феофоба, що й було зроблено.
На час правління малолітнього Михайла III у 842 році була створена регентська рада на чолі із Феодорою, до ради увійшов також Петрон. Він намагався вплинути на регентку щодо повернення до політики іконошанування. В результаті 11 березня 843 року було відновлення право шанування ікон та скасовано політику іконоборства.
Згодом разом з братом Бардою був відсторонений від прийняття рішень, уся влада зосередилася у регентки Феодори і логофета Феоктіста. У 855 році Петрон з Бардою отримав наказ імператора, за яким арештували та стратили Феоктіста. Також Петрон відправив сестру Феодору до монастиря. Після цього Петрон призначається стратегом фема Фракісій. На цій посаді повинен був захищати візантійські землі на південному заході Малої Азії від напад арабських еміратів.
З 856 року Петрон почав здійснювати походи до східної Малої Азії. Того ж року було завдано поразок павлікіанам у Тефріці, а потім емірату Мелітена. Війська на чолі з Петроном досягли важливого міста Аміда, чого до того не робилося десятиріччями. Разом з братом Бардою розпочав відновлення візантійського війська та підготовку до зниження Мелітенського і Тарського еміратів.
У 863 році війська Мелітени на чолі із еміром Омаром аль-Актою пройшли фемами Харсіан та Оптіматон, досягти Чорного моря. За цих обставин Петрона призначено доместіком схол усіх східних фем. Уже 3 вересня 863 року в битві при річці Лалакаон візантійці на чолі із Петроною (імператор був номінальним командувачем) завдали арабам нищівної поразки, внаслідок якої емір загинув. За цим відбулося вторгнення до Вірменського та Мелітенського еміратів, яким завдано важких поразок. За цей успіх Петрон отримав титул магістра.
Але вже у 865 році Петрон помер від хвороби або поранення. Поховано у монастирі Гастрія (Константинополь).